# 福丸雛
福丸 雛（ふくまる ひいな、1997年3月3日 -）は、日本のグラビアアイドル、アイドル、撮影会モデル、タレント。宮崎県出身。GDL Entertainment所属。ファンの総称は雛祭り。
女性アイドルグループ「BOCCHI。」の元メンバー、担当カラーは赤。

## 経歴
バーレスク東京で活動していた頃は「ありす」名義で活動していた。
バーレスク東京を卒業後、「福丸雛」名義でフリーランスの撮影会モデルとして活動を再開。芸名の雛は誕生日が3月3日であることにちなむもので、どうしても芸名に入れたかった文字だった。
2020年に現在の事務所であるGDL Entertainment へ加入。
グラビアアイドルとしては、尊敬するグラビアの先輩川崎あやも認めた逸材と称されている。
2020年12月にデビューしたGDL Entertainment公式アイドルグループ「BOCCHI。」のリーダーを務める。
また、ゼロイチファミリアの河原まゆが店長を務める大衆酒場まゆに不定期でゲスト出勤している。
2021年4月22日発売、『週刊ヤングジャンプ』（集英社）21＆22合併特大号スタートの企画「サキドル エース SURVIVAL 11」に参加。サキドルエースの「LINE LIVE部門」で1位を獲得。
2023年12月4日、「BOCCHI。」公式Twitter（現・X）上にて、卒業が発表された。

## 人物
- 4姉妹の末っ子。葛城ユキを彷彿とさせるハスキーボイスが特徴[3]。
- 趣味は海外ドラマや映画鑑賞、料理[14]。
- 特技はダンス。
- チャームポイントは「完熟マンゴーヒップ」と「右の片エクボ」。
- アイドルとしてのキャッチコピーは「灼熱のステージ使いひいな」※遊戯王カードが由来[15]。
- ありす時代は1997年3月3日生まれと公表していたが、「Bocchi。」では年は公表していない。

## 作品

### DVD
- 初恋ありす（2018年8月24日、イーネット・フロンティア） ※「ありす」名義
- 恋におちたら（2018年12月15日、ラインコミュニケーションズ） ※「ありす」名義
- ひいなとボクと南の島と（2020年7月25日、エアーコントロール）[16]
- 南の島のマンゴーヒップ（2021年1月26日、イーネット・フロンティア）[17][18]
- 夏の魔法は解けたりしない！（2021年11月25日、イーネット・フロンティア）

### 雑誌
- 「グラビアプレス」 Vol.2（2020年、秀麗出版）
- 「週刊FLASH」（2020年5月12日･19日号、光文社）
- 「実話BUNKA超タブー」（2020年9月号、コアマガジン）
- 「PEACE COMBAT」 Vol.40（2020年11月27日、トランスワールドジャパン）

### 漫画雑誌
- 「ヤングキング 2020年24号」（2020年11月21日、少年画報社） - 巻末グラビア掲載[19]
- 「週刊ヤングジャンプ 2021年21＆22合併号」（2021年4月22日、集英社）[20]

## 出演

### テレビ番組
- グラパー!ボクとおやすみ前のグラドルたち （2020年10月9日、BSスカパー!） - 第2回ゲスト[21]
- 彼女とデートなう （2021年1月31日、テレビ大阪） - 第13回ゲスト[22]
- バズリズム02（2021年4月23日、日本テレビ） - ルーレッ撮るLIVE ゲスト[23]
- アイドル鬼ごっこ2023！～わたし、本気出してもいいですか～（2023年4月21日、GAORA SPORTS）[24][25]

### ネット配信番組
- VRゲーム喫茶「Xsta」〜アイドルと遊ぼう〜 - 第11回ゲスト[26]
- The NIGHT 木曜日 DDTプロレス（AbemaTV） - ＃137ゲスト[27]